# Wał pomorski (geologia)
Wał pomorski, segment pomorski – jednostka geologiczna w północno-zachodniej Polsce, na Pomorzu, rozciągająca się z północnego zachodu na południowy wschód, od Kamienia Pomorskiego i Kołobrzegu do Szubina.
Wg autorów Regionalizacji tektonicznej Polski jednostka ta nazywa się segment pomorski.

## Położenie geologiczne
Wał pomorski jest północno-zachodnim, najszerszym odcinkiem antyklinorium środkowopolskiego. Od południowego zachodu graniczy z synklinorium szczecińsko-łódzko-miechowskim, od północnego wschodu z synklinorium brzeżnym, a od południowego wschodu łączy się z wałem kujawskim.

## Budowa geologiczna
Wał pomorski jest wypiętrzeniem zbudowanym głównie z osadów klastycznych jury środkowej i dolnej. Na zewnątrz zalegają utwory jury górnej. Ich granica z osadami kredowymi wyznacza zasięg tej jednostki. Miąższość osadów mezozoicznych rośnie ku południowi. Miąższość osadów detrytycznych retyku i dolnej jury wynosi ponad 1300 m. Natomiast spąg górnego permu (cechsztynu) zalega na głębokości od ok. 2500 m na północy do 5000 m p.p.t. na południu.
Na północy wału, w synklinie Trzebiatowa, występują osady górnokredowe.

## Położenie geograficzne
Geograficznie wał pomorski stanowi głębokie podłoże północno-zachodniej części Niżu Polskiego − zachodniej części Pomorza i północno-wschodniej Wielkopolski.

## Nadkład
Nadkład wału tworzą osady paleogenu, neogenu i czwartorzędu.